# هوارد إليس
هوارد إليس (بالإنجليزية: Howard Ellis)‏ هو محامي أمريكي، ولد في 1892، وتوفي في 1968.